# Atelierwoningen Zomerdijkstraat
Atelierwoningen Zomerdijkstraat is een gebouwencomplex aan de Zomerdijkstraat en Uiterwaardenstraat in de Rivierenbuurt in Amsterdam-Zuid. Het bestaat uit diverse typen atelierwoningen die fungeren als woon-werkruimte voor beeldend kunstenaars. Dit complex met atelierwoningen was het eerste in zijn soort in Nederland. Het werd in de jaren 1932-1934 ontworpen en gebouwd door de architecten Piet Zanstra, Jan Giesen en Karel Sijmons, destijds 27, 29 en 24 jaar oud en was het eerste project van hun pas opgerichte bureau. Het bleek niet moeilijk te zijn om financiers te vinden voor het plan, ook al worden de huren van de atelierwoningen laag gehouden. De bouwkosten werden geraamd op fl. 120.000,-. Voor de exploitatie van het blok wordt een aparte NV opgericht (de N.V. Mij. tot exploitatie van Atelierwoningen Amsterdam), waarin de beeldhouwer Hildo Krop een van de drijvende krachten wordt. Als plek heeft men een gunstig georiënteerde strook grond gevonden tussen Uiterwaardenstraat en Zomerdijkstraat,  in het Plan Zuid. Nadat na lang soebatten de gemeente akkoord gaat en de grond in erfpacht uitgeeft, gaat in februari 1934 de eerste spade de grond in. In november dat jaar wordt het blok met de 32 atelierwoningen opgeleverd.
In het archief van Het Nieuwe Instituut is een verhuurfolder te vinden met de volgende tekst:

De Atelierwoningen Amsterdam omvatten:
16 ateliers met woon- eet- en slaapruimte en badkamer voor alleenwonenden. en
16 ateliers met woon- en eetruimte, slaapkamers en badkamer voor gehuwden of kleine gezinnen
De huurprijs der ateliers voor alleenwonenden zal zijn fl. 30.— per maand
De huurprijs der ateliers voor gezinnen zal zijn fl. 50.— per maand
Inlichtingen worden verstrekt door het secretariaat van de Atelierwoningen Amsterdam J. W. Brouwersstraat 40. telefoon 29769 (zijnde het adres van het architectenbbureau)

Sinds 1988 is het een rijksmonument. 
In 1990 zijn de woningen gerestaureerd door de architect Bertus Mulder.

## Bouwstijl

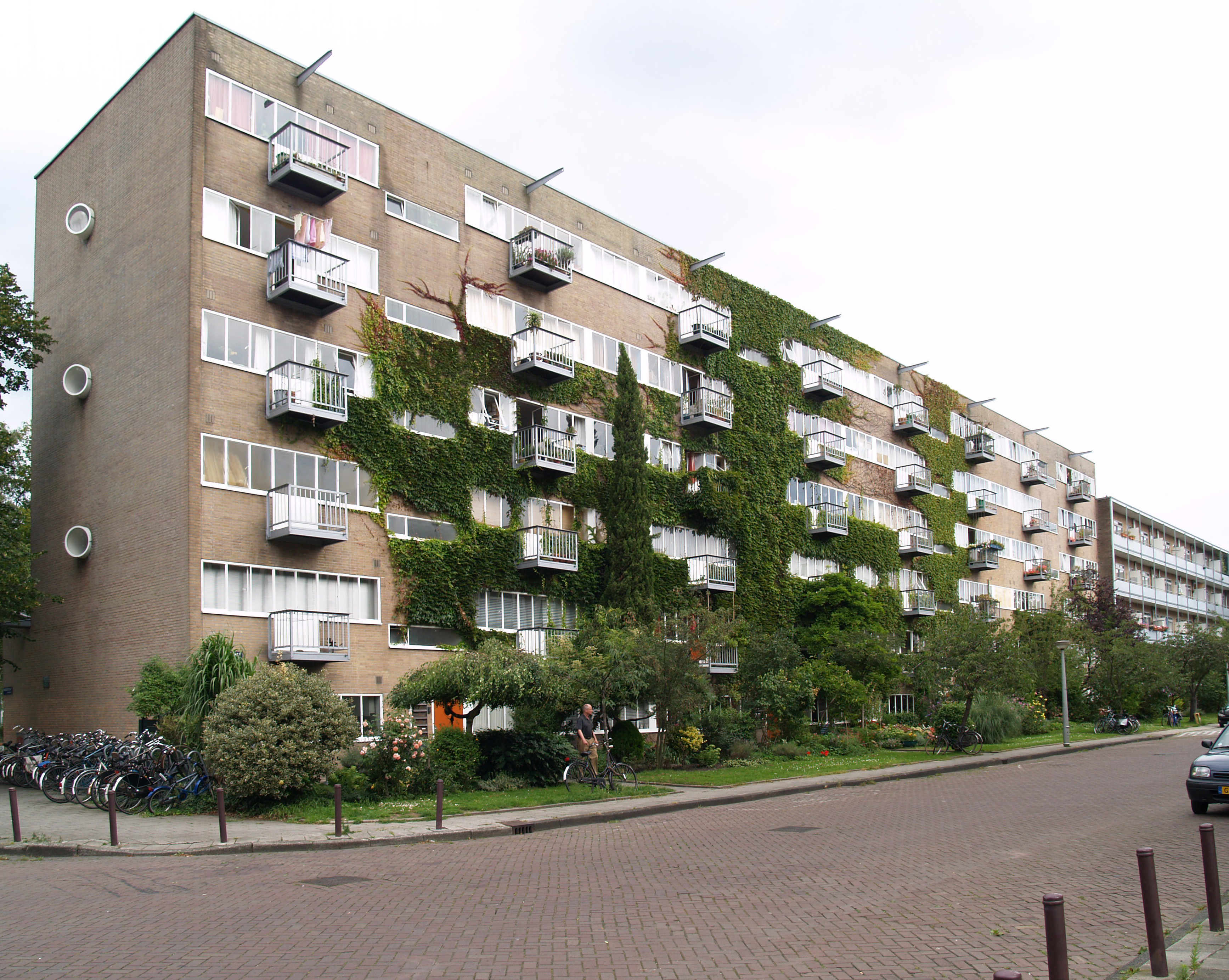
Zuidzijde atelierwoningen

Het complex is een sleutelwerk in de Nederlandse architectuur van de jaren 1930. De architecten, Zanstra, Giesen en Sijmons, waren lid van de Groep '32, een groepering die zich sterk liet inspireren door vooral de werken van Le Corbusier. In hun werk streefden zij naar een combinatie van zakelijke architectuur met kunstzinnige elementen, hetgeen in de atelierwoningen duidelijk tot uiting is gebracht.
De atelierwoningen hebben een staalskelet als draagconstructie, dat door de firma de Vries Robbe & Co uit Gorinchem werd berekend en in elkaar gezet. De kolommen zijn breedflensprofielen met evenwijdige flenzen. Om de brandveiligheid te vergroten zijn de kolommen omkleed met drijfsteen. De samengestelde liggers zijn in de wanden weggewerkt. Zij dragen zowel de vloeren als de wanden. De vloeren bestaan uit houten balken en vloerdelen, waaronder een kokosvezelplafond is gehangen. De scheidingswanden zijn, evenals de westgevel, als spouwmuren uitgevoerd, waarbij in de spouw de windverbanden zijn aangebracht. De binnenwanden zijn van drijfsteen, terwijl voor de buitenspouwbladen metselklinkers zijn gebruikt. In 1990 is het gehele pand gerestaureerd.

## Bekende bewoners
Bekende kunstenaars die in het complex aan de Zomerdijkstraat gewoond hebben, zijn: Henriëtte Asscher, Marius van Beek, Maria Boas-Zélander, Fred Carasso, Max van Dam, Piet Esser, Marianne Franken, Sonia Gaskell, Paul Grégoire, John Grosman, Jack Hamel, Jaap Hillenius, Gerard Hordijk, Cor Hund, Remy Jungerman, Herman Kruyder, Ro Mogendorff, Charlotte van Pallandt, Johan Polet, Jet Schepp, Kees Smout, Jelle Troelstra, Gerrit van der Veen, Jaap Wagemaker, Bernard de Wolff, Jan Wolkers en Ek van Zanten.

## Trivia
Annemarie Nauta woonde eind jaren vijftig met beeldhouwer en schrijver Jan Wolkers in een atelierwoning. Ze stond model voor het personage van Olga in diens roman Turks Fruit. In de aflevering over Turks Fruit van het televisieprogramma Benali boekt van 26 februari 2012 brengt zij met presentator Abdelkader Benali een bezoek aan hun vroegere woning aan de Zomerdijkstraat.
In De Aardappelcentrale van Atte Jongstra spelen vele (hilarische) scenes zich af in dit woonwerkcomplex.
Aan de zijgevel aan de Kinderdijkstraat is de plaquette van het Oorlogsmonument Kinderdijkstraat bevestigd.